# وليام آروندوس
وليام يوهان كورنيليس آروندوس (بالهولندية: Willem Johan Cornelis Arondéus؛ 22 أغسطس 1894 – 1 يوليو 1943) كان فنانًا وكاتبًا هولنديًا، وعضوًا في المقاومة الهولندية خلال الحرب العالمية الثانية. شارك في تفجير مكتب السجلات العامة في أمستردام بهدف إحباط محاولات النازيين لكشف اليهود الهولنديين والمقاتلين الآخرين. تم القبض على آروندوس وإعدامه بعد فترة وجيزة من الهجوم. عُرف عنه أنه كان مثليًا بشكل علني، كان أرونديوس مثليًا علنًا قبل الحرب، وأعلن عن ميوله الجنسية بتحدٍ قبل إعدامه. وكانت كلماته الأخيرة: "دع العالم يعرف أن المثليين ليسوا جبناء."

## النشأة والمسيرة الفنية
وُلد آروندوس في ناردن بهولندا، وهو الابن الأصغر لهندريك كورنيليس آروندوس، تاجر وقود من أمستردام، وكاثارينا فيلهلمينا دي فريس. في سن السابعة عشرة، ترك منزل والديه بعد خلاف معهم لأنه لم يرغب في إخفاء مثليته الجنسية.
بدأ مسيرته المهنية كرسام ومصمم للملصقات والمفروشات. في عام 1923، كُلف برسم لوحة جدارية كبيرة لقاعة مدينة روتردام. خلال هذه الفترة، قام أيضًا برسم رسومات توضيحية لقصائد شعراء هولنديين. على الرغم من موهبته، لم يحقق شهرة واسعة وعاش في ظروف مادية صعبة.
حوالي عام 1935، تحول آروندوس من الفنون البصرية إلى الكتابة. في عام 1938، نشر روايتين هما "بيت البوم" (Het Uilenhuis) و"في الفجل الشتوي المزهر" (In de bloeiende Ramenas). وفي عام 1939، نشر سيرة ذاتية للرسام ماتيس ماريس.

## المقاومة الهولندية

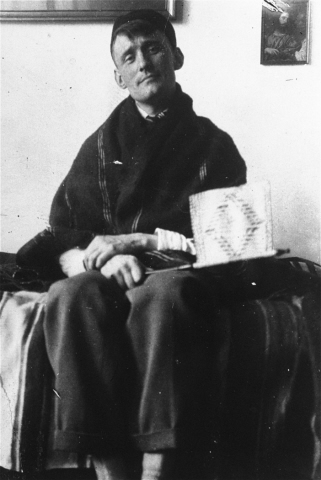
أرونديوس في إجازة في جزيرة أورك، 1921.

بحلول عام 1941، انخرط آروندوس في المقاومة الهولندية ضد الاحتلال النازي. في عام 1942، بدأ في إصدار دورية سرية تسمى "برانداريسبريف". من خلال هذه الدورية، التقى بفنانين آخرين في المقاومة مثل النحات غيريت فان دير فين، وبدأ في المساعدة في تزوير وثائق الهوية لإخفاء اليهود عن النازيين.
سرعان ما أدركت المقاومة أن جهودهم في التزوير كانت محدودة الفائدة لأن النازيين كانوا يقارنون الوثائق المزورة مع السجلات الرسمية في مكتب السجلات العامة. قرر آروندوس وغيريت فان دير فين وعدد من المقاتلين الآخرين تدمير مكتب السجلات العامة في أمستردام.

### تفجير مكتب السجلات
في ليلة 27 مارس 1943، تنكر آروندوس ومجموعته بزي الشرطة الهولندية، وتمكنوا من دخول مبنى مكتب السجلات. قاموا بتخدير الحراس وزرعوا قنابل موقوتة في المبنى. نجح الهجوم جزئيًا، حيث تم تدمير حوالي 800,000 بطاقة هوية (ما يعادل 15% من السجلات)، وأُشعلت النيران في المبنى.

### الاعتقال والإعدام
بعد الهجوم، اختبأ آروندوس، لكن تم خيانته والقبض عليه في 1 أبريل 1943. رفض الكشف عن أسماء زملائه، ولكن تم العثور على دفتر ملاحظاته، مما أدى إلى اعتقال معظم أعضاء المجموعة. في 18 يونيو، حوكم آروندوس و13 آخرون وحُكم عليهم بالإعدام.
في 1 يوليو 1943، تم إعدام آروندوس رميًا بالرصاص. قبل إعدامه بلحظات، طلب من محاميه أن ينقل رسالته الأخيرة للعالم، قائلًا:
"دع العالم يعرف أن المثليين ليسوا جبناء."
(بالهولندية: Zeg de mensen dat homoseksuelen niet per definitie zwakkelingen zijn)

## الإرث والتقدير
بعد تحرير هولندا في عام 1945، حصلت عائلة آروندوس على ميدالية بعد وفاته من الحكومة الهولندية. وفي عام 1984، حصل على صليب ذكرى المقاومة.
في 19 يونيو 1986، اعترف ياد فاشيم بوليام آروندوس كواحد من صالحون بين الأمم لمساهمته في إنقاذ حياة اليهود خلال الهولوكوست.